# Teodorów (gmina Będków)
Teodorów – wieś w Polsce położona w województwie łódzkim, w powiecie tomaszowskim, w gminie Będków.
W latach 1975–1998 miejscowość należała administracyjnie do województwa piotrkowskiego.